# 롯테의 장난감!
《롯테의 장난감!》(ロッテのおもちゃ! 롯테노 오모챠![*])는 하가 유이 원작의 일본의 만화이다. 《전격 마왕》(가도카와 쇼텐) 2007년 8월호부터 2014년 2월호까지 연재되었다.
2010년 10월 텔레비전 애니메이션화 된다는 소식이 발표되었으며, 2011년 4월부터 6월 말까지 지바 TV 등의 방송사를 통해 방영되었다.

## 줄거리
요마족이 사는 세계, 요마계(알브 헤임)에 있는 유그바르 랜드의 공주인 '아스타 롯테(통칭 롯테)'는 몽마족이지만, 남성 혐오증을 가지고 있다. 하지만 몽마족은 생명유지를 위해 어느 정도 이상 자라면 흡정(정기를 흡수하는 것.)을 해야 하기 때문에, 가까운 시일 내 남정을 두기 위한 후궁을 만들어 둘 필요가 있다. 하지만 후궁을 둘 생각이 없었던 롯테는 세계수의 뒤틀림으로 인해 갈 수 없게 되어버렸던 인간계(미즈가르즈)의 남자를 데려 오는 것을 조건으로 후궁을 둘 것을 약속한다.
인간계에 살고 있는 어떤 젊은 남성, '토하라 나오야'는 직장을 구하던 도중, 로브를 깊게 쓰고 얼굴을 감춘 어떤 이상한 점쟁이에게 일자리를 소개받는다. 그 말을 듣고 다음 날 약속의 공원에 가보니 갑자기 공원의 나무가 빛나고 정신을 차려보니 요마계에 있다는 걸 깨달았다. 점쟁이가 말한 일자리란 롯테의 후궁이 되는 것이였다.

## 등장인물
아스타롯테 유그발(롯테)
성우 - 쿠기미야 리에
본작의 주인공이자 '유그바랜드'의 공주. 몽마족 서큐버스로 인간 나이로 10세. 어린 시절 어머니이자 유그바르 랜드의 여왕인 '메르체리다'가 다른 남자와 외도한 것을 목격하게 되면서, 남성혐오증을 갖게 되었다. 그리하여 남자를 피하기 위해 왕성을 떠나 근교의 저택에서 지내고 있다. 세계수를 통해 인간계에서 온 남자 토하라 나오야를 만나게 되면서 그를 자신의 장난감(남자 후궁)으로 삼게 된다. 솔직하게 자기 감정을 표현하지 않아 약간 비뚤어진 성격으로 보이지만, 근본은 착하고 귀엽고 천진난만한 성격이나 화나면 무서운 성격도 갖고 있다.
토하라 나오야
성우 - 사토 리나
인간계에서 살고 있는 23세의 남성. 딸인 아스하와 인간세계에서 단둘이 지내고 있다가 유그바르 랜드에서 온 롯테의 시종 유디트를 통해서 롯테가 있는 유그바랜드로 오게 되어 그녀의 장난감(남자 후궁)으로 지정받게 된다. 곱상하고 어려 보이는 외모이지만 어엿한 성인이며, 이른 나이에 '아스하'라는 딸을 둔 아버지이다. 지나치게 온순하고 선량스런 성격 때문에 이리저리 휘둘리는 면도 있다.
그리고 놀랍게도, 그는 13세 때, 인간계에 온 메르체리다와 얼떨결에 관계를 맺은 적이 있다고 한다.(그 둘 사이에서 난 자녀가 아스하.)
토하라 아스하(아스하리트 유그발)
성우 - 타무라 유카리
토하라 나오야의 딸로 롯테와 같은 10세. 아버지인 나오야와 단둘이 지내고 있었다가 나중에 나오야를 따라서 롯테가 있는 유그바르 랜드에 오게 된다. 천진난만하고 온순한 성격이며, 사교성이 좋아 누구와도 금방 친해지는 편이고, 롯테와는 처음에 약간의 트러블이 있었으나 곧 친하게 지내는 사이가 되었다. 특이하게도 속옷을 입기를 싫어하여 주변 사람들을 곤란하게 만들기도 한다. 유디트에게 부탁해 현재 롯테와 같은 왕립학교에 다니게 된다.
사실은 나오야와 여왕 메르체리다 사이에서 낳은 딸로, 롯테의 이복 자매 격이기도 한 소녀이다(롯테는 이런 사실을 아직 모르고 있다).
유디트 시노레비크
성우 - 나바타메 히토미
롯테가 살고 있는 저택의 여관장. 세계수를 통해서 인간계로 나가 그 곳에서 나오야 부녀를 만나게 되어서, 나오야를 유그바르 랜드로 인도한 장본인이기도 하다. 겉모습에 비해 나이는 비교적 많은 편이며 여왕 메르첼리다와는 절친 사이이기도 하다. 평소엔 냉철한 모습으로 저택을 관리하며 롯테를 보좌하고 성장 상황도 감독하고 있지만, 실은 엄청난 사디스트로 무슨 일만 생기면 폭주하곤 한다.
그리젤다 레긴하르드(젤다)
성우 - 후지무라 아유미
롯테의 호위무장으로, 종족별이나 출신지는 사실상 불명. 강인한 성격을 가졌던 영향 때문에 호위기사로서 매우 적합해 보이는 편이며 계절을 가리지 않고 예복을 착용하는 것이 특징이다. 또한 외모는 갸날퍼 보이나 사관학교 졸업시험에서 수많은 남자생도를 물리치고 우승을 차지한 바 있는 실력자이다.
엘프레다 미르야스도티르(에피)
성우 - 호리에 유이
롯테의 저택에서 메이드장(長)을 맡고 있으며 유우(乳牛, 젖소)족(族) 출신으로 유우마(乳牛魔)로도 일컬어지는 인물이기도 하다. 커다랗고 풍만한 가슴을 가지고 있어서 롯테나 롯테의 저택에서 마시는 우유는 대부분 에피의 젖에서 채집한 것으로 나오야도 이것을 마셨던 적이 있었다.
올라프 프리즈마르
성우 - 쵸
롯테가 태어났을 때부터 그녀를 돌보아 온 전 시종장으로, (나오야가 오기 전까진) 저택 내에서 유일한 남자였다. 원작에선 나오야가 온 후 은퇴를 하고 친구들과 온천 등지로 놀러 다니곤 한다고 하나, 애니에선 저택에 계속 머물며 롯테를 보좌한다. 시짓는 걸 잘 해 가끔 어떤 상황에서 그 상황에 관한 시를 짓곤 한다.
쿠트 플레다(쿠우)
성우 - 스즈키 미사키
롯테의 저택에서 메이드 역할을 하는 소녀로, 어둠의 요마족과 요마족 사이에서 태어난 혼혈아이며 신입으로 일하고 있다. 과거 고향에서 노예로 팔려갈 뻔 했다가 롯테의 도움으로 메이드로 고용되었다. 성실한 성격으로, 자신의 일에 긍지를 갖고 있는 만큼 롯테를 위해 일하는 것에 최선을 다하고 있다.
에리카 드라쿨 드레이프닐스
성우 - 고토 유코
롯테가 다니는 왕립학교의 동급생이자, 흡혈마족 출신이고, 트라우프닐스 백작가의 따님. 롯테를 라이벌로 여기고 있어 사이는 그다지 좋지 않지만, 보기와 달리 타인들을 잘 챙겨주는 편이라 롯테를 가끔 도와주곤 한다.
특이하게도 흡혈마라는 특성임에도 불구하고 혈액이 아닌 토마토주스를 마시는 성격을 가졌다.
미스트룬 아우스그림(미스트)
성우 - 마츠키 미유
롯테가 다니는 왕립학교의 동급생이자, 아우스그림 공작의 딸. 느긋하고 어딘가 아방한 성격이다. 망상벽이 있으며 보기보다 성적인 부분에 대한 지식이 풍부하다.
아스하의 도움으로 롯테와 친하게 지내게 되었으며 아스하와 마찬가지로 팬티를 착용하지 않는 아이로 바뀌게 되었다.
윤보르크 시그나르(유나)
성우 - 히로하시 료
롯테가 다니는 왕립학교의 동급생이자, 시그나르 남작의 딸. 보이쉬한 스타일을 지닌 여자아이이며 성격도 활발한 편. 아스하를 통해서 롯테의 친구로 거듭나게 되었다. 함께 다니는 친구들 중에선 비교적 상식적인 편으로, 폭주하기 쉬운 미스트나 류카를 제어하는 일도 대부분 그녀의 몫.
류카 에이스트리(류카)
성우 - 하타노 유이
롯테가 다니는 왕립학교의 동급생이자, 북쪽 도베르그국의 왕녀. 지금은 유그바르 랜드로 유학을 와 있는 상태로, 유나네에 기거하고 있다고 함. 몸집에 비해 상당한 대식가이며, 그녀의 고향에서 팬티를 입지 않는 게 관습이라서, 그녀도 가끔 노팬티로 다니곤 한다.
잉그리드 소르베이크 소르그림스(이니)
성우 - 사이토 치와
머리에 토끼귀를 달고 있는 소녀이며, 유그바르 랜드의 현자(賢者)로 불리고 있다. 300년을 살았다고 하나, 외모만 보면 그런 사실을 알기가 힘듦. 토끼 마족 출신으로 그 때문에 머리에 토끼 귀가 달려있으며 상아탑에서 기거한 이래 모습을 드러내지 않았다가, 롯테가 인간계로 간 롯테를 데리러 가기 위해 도움을 요청하러 왔을 때, 나오야의 요청에 따라 처음으로 모습을 드러내었다. 이후 나오야에게 급관심을 보이고 자신이 살고 있는 상아탑도 롯테의 저택 근방으로 옮겨 온다.
'이니'라는 이름은 아스하가 붙여준 별명이다.
우르슬라 슈마를리지
성우 - 카이다 유코
유그바랜드에서 메르체리다를 보좌하는 기사로 항상 메르체리다와 같이 다니는 때가 많다. 견마족(犬魔族) 출신으로 기사이기는 하지만 메르체리다의 국사(國事) 보좌 때문에 주로 궁 안에 있는 때가 많다.
멜체리다 유그발(메르체)
성우 - 미나구치 유코
유그바랜드의 여왕이자 롯테의 생모. 왕이라는 책무 때문에 국사(國事) 등에 시달려 롯테와는 따로 지내고 있지만 딸인 롯테와 자신의 또다른 딸인 아스하를 생각하는 마음은 어느 어머니 못지 않은 편이다. 과거 자매들간의 왕위 다툼을 피해 인간계로 왔다가, 나오야와 관계를 맺게 된다. 유그바르 랜드로 돌아간 후 딸 아스하가 태어나자, 자매들간의 왕위 다툼이 일어나는 걸 원치 않아, 나오야와 만난 후 3년 뒤에 아스하를 그에게 맡긴다.
10세 딸을 둔 여성답지 않게 외모와 몸매가 젋은 여성처럼 좋다고 함.
시구르드 스베인슨 스바르트헤이즈(시굴드)
성우 - 요시노 히로유키
스바르트헤이즈 왕국의 제2왕자. 술과 여자, 싸움 밖에 흥미가 없어 자식을 걱정한 국왕에 의해 유그바르 랜드로 유학을 오게 된다. 거리에서 우연히 만난 롯테에게 첫눈에 반해, 그녀 곁을 맴돌게 된다.
소르헬가 스바르트헤이즈(헬가)
성우 - 시라이시 료코
시굴드의 누나로, 스바르트헤이즈 왕국의 왕녀. 깐깐한 성격을 지닌 미인으로, 유그바르 랜드에 교역차 방문한다.
이사도라 핀스도타르(도라)
성우 - 아스미 카나
시굴드 왕자의 시종. 몸집이 매우 작고 오른쪽 눈에 안대를 하고 있다. 제멋대로 인 시굴드에게 매번 휘둘기만 하며, 시굴드의 행동을 감시 및 제재를 가한다. 그리고 놀랍게도, 소년이 아닌 소녀.
이소르드
성우 - 토우야마 나오
메르체리다의 밤 상대를 선정하는 일을 맡고 있는 여성. 약간 멍한 데가 있으며 반응속도가 늦은 편이다...

## 애니메이션
2011년 4월부터 6월 말까지 《아스타롯테의 장난감!》(アスタロッテのおもちゃ!)이라는 타이틀로 TOKYO MX, TV 가나가와, 지바 TV 등의 방송사에서 방영되었다. 대한민국에서는 애니플러스가 《롯테의 장난감》이라는 제목으로 번역하여, 일본어 음성에 한국어 자막을 덧씌운 채로 제공하고 있다.

### 제작진
- 원작 - 하가 유이
- 감독 - 오이자키 후미토시
- 시리즈 구성 - 미에노 히토미
- 구성 협력 - 신보 아키유키
- 캐릭터 디자인·총 작화감독 - 오오츠카 마이
- 총 작화감독 보조 - 이데 나오미
- 월드 비주얼 디자이너 - okama
- 미술 디자인·미술 감독 - 타지리 켄이치
- 소품 디자인 - 혼다 미노
- 색채 설계 - 사이토 마유
- 촬영감독 - 하마 유키
- 편집 - 츠보네 켄타로
- 음향감독 - 이와나미 요시카즈
- 음향 제작 - 닥스 프로덕션
- 음악 프로듀서 - 카와다 마사시
- 음악 - TWINPOWER
- 음악 제작 - 포니 캐니언
- 프로듀서 - 이시구로 타츠야. 이지마 나오키, 키쿠야 타케시, 후쿠다 준, 신주쿠 고로
- 실행 프로듀서 - 에구치 사토시
- 애니메이션 프로듀서 - 시로이시 요스케、코바야시 켄이치
- 애니메이션 제작 - 디오메디아
- 제작 - 아스타롯테의 장난감! 제작위원회

### 주제가
오프닝 테마 〈천사의 CLOVER〉(天使のCLOVER)
작사 - 오오츠카 리에 / 작·편곡 - 무라카미 마사요시
노래 - 아이미
엔딩 테마 〈한여름의 사진〉(真夏のフォトグラフ)
작사·작곡 - azusa / 편곡 - azusa, t.sato & r.wat
노래 - azusa
삽입곡
〈줄무늬 팬티 맨의 테마〉(しまぱんまんのテーマ)
작사·작곡·편곡 - azusa
노래 - azusa
삽입화수 - 제6화
〈후와토로☆W스트로베리〉(ふわとろ☆Wストロベリー)
작사 - 하가 유이 / 작곡 - azusa / 편곡 - 포니테일 리본즈
노래 - 롯테&토하라 아스하 (성우 - 쿠기미야 리에&타무라 유카리)
삽입화수 - 제10화

### 방영 목록
| 화수   | 부제 (원제/풀이)                                | 각본            | 그림 콘티                     | 연출              | 작화감독                                      |
| ------ | ----------------------------------------------- | --------------- | ----------------------------- | ----------------- | --------------------------------------------- |
| 제1화  | 出会いのエクスクラメーション (만남의 감탄사)    | 아카오 데코     | 오이자키 후미토시             | 우에다 시게루     | 이데 나오미 이시카와 마사카즈                 |
| 제2화  | 初めてのセミコロン (첫 세미콜론)                | 아카오 데코     | 오이자키 후미토시             | 오쿠노 히로유키   | 쿠사카 타케시 타키 고로                       |
| 제3화  | すれ違いのパーレン (엇갈리는 파렌)              | 아메미야 히토미 | 하타 히로유키                 | 요시다 리사코     | 코스가 카즈히사 루타로~                       |
| 제4화  | パーティーのアンパサンド (파티의 앰퍼샌드)      | 아카오 데코     | 쿄고쿠 나오히코               | 쿄고쿠 나오히코   | 토쿠다 무노스케                               |
| 제5화  | 交差のクォーテーション (교차의 퀘테이션)        | 아카오 데코     | 오이자키 후미토시             | 마지마 타카히로   | 이시카와 마사카즈 마츠모토 마유코 혼다 요시노 |
| 제6화  | 戸惑いのカレット (당황의 카렛)                  | 코노 타카미츠   | 야마모토 야스타카             | 츠다 나오카츠     | 마츠모토 마유코 하시구치 하야토               |
| 제7화  | 内緒のアポストロフィ (비밀의 아포스트로피)      | 코노 타카미츠   | 사카이 카즈오                 | 사카이 카즈오     | 아키야마 유키코                               |
| 제8화  | 強気のカンマ (강경한 콤마)                      | 아메미야 히토미 | 야나기누마 카즈요시           | 야마토 나오미치   | 이시카와 마사카즈 코스가 카즈히사 혼다 요시노 |
| 제9화  | 微熱のバックスラッシュ (미열의 백 슬래시)       | 아메미야 히토미 | 토코로 토시카츠               | 토코로 토시카츠   | 한자와 준 스가이 쇼우                         |
| 제10화 | 隣同士のフィスト (이웃끼리의 피스트)            | 코노 타카미츠   | 코마타 신이치 쿄고쿠 나오히코 | 요시다 리사코     | 아키야마 유키코 코스가 카즈히사 혼다 요시노   |
| 제11화 | 二人っきりのフルストップ (두 사람만의 풀 스톱)  | 아카오 데코     | 카와구치 리에                 | 오쿠노 히로유키   | 코이케 사토시 타키 고로 쿠사카 타케시         |
| 제12화 | 空越しのアスタリスク (하늘 너머의 애스터리스크) | 아카오 데코     | 오이자키 후미토시             | 오이자키 후미토시 | 오오츠카 마이 이데 나오미                     |

## 같이 보기
- 아스타로트